# Mycena atkinsonii
Mycena atkinsonii é uma espécie de cogumelo da família Mycenaceae. O fungo foi descrito cientificamente por Homer D. House em 1920.